# ŽD Pudlov
ŽD Pudlov byl český fotbalový klub z Bohumína. Klub byl založen roku 1931 pod názvem SK Odra Pudlov. Hned po založení byl Pudlov zařazen do 1.B třídy Těšínské župy fotbalové, kde se několik let střídavě pohyboval mezi I. A a I. B třídou. V roce 1948 došlo k velké reorganizaci československého fotbalu. Název klubu se změnil z tradičního SK Odra Pudlov na Baník Drátovny Pudlov. V roce 1957 klub postoupil z I. A třídy do třetí nejvyšší soutěže ČSR, která nesla název Moravská divize. O rok později došlo ke sloučení podniků BŽGK a Drátoven v Železárny a drátovny, národní podnik. Název klubu se tímto krokem změnil na ŽD Pudlov. V roce 1973 došlo ke sloučení ŽD Bohumín a ŽD Pudlov, nesoucí jméno jednoho podniku, do TJ ŽD Bohumín.

## Historické názvy
- 1931 – SK Odra Pudlov (Sportovní klub Odra Pudlov)
- 1948 – Baník Drátovny Pudlov
- 1958 – ŽD Pudlov (Železárny a drátovny Pudlov)

## Umístění v jednotlivých sezonách
Legenda: Z - zápasy, V - výhry, R - remízy, P - porážky, VG - vstřelené góly, OG - obdržené góly, +/- - rozdíl skóre, B - body, červené podbarvení - sestup, zelené podbarvení - postup, fialové podbarvení - reorganizace, změna skupiny či soutěže
| Československo (1957 – 1973) |                                |        |    |    |   |    |    |    |     |    |        |
| Sezóny                       | Liga                           | Úroveň | Z  | V  | R | P  | VG | OG | +/- | B  | Pozice |
| 1957/58                      | Krajský přebor                 | 4      | 33 | 19 | 7 | 7  | 70 | 37 | +33 | 45 | 2.     |
| 1958/59                      | Oblastní soutěž – sk. D        | 3      | 26 | 10 | 4 | 12 | 47 | 59 | -12 | 24 | 10.    |
| 1959/60                      | Oblastní soutěž – sk. D        | 3      | 28 | 12 | 5 | 11 | 63 | 61 | +2  | 29 | 8.     |
| 1960/61                      | Severomoravský krajský přebor  | 3      | 26 | 15 | 3 | 8  | 63 | 46 | +17 | 33 | 2.     |
| 1961/62                      | Severomoravský krajský přebor  | 3      | 26 | 9  | 7 | 10 | 52 | 51 | +1  | 25 | 8.     |
| 1962/63                      | Severomoravský krajský přebor  | 3      | 26 | 6  | 1 | 19 | 31 | 60 | -29 | 13 | 13.    |
| ...                          |                                |        |    |    |   |    |    |    |     |    |        |
| 1967/68                      | Severomoravský oblastní přebor | 4      | 26 | 8  | 4 | 14 | 34 | 50 | -16 | 20 | 12.    |
| 1968/69                      | Severomoravský oblastní přebor | 4      | 26 | 7  | 3 | 16 | 23 | 47 | -24 | 17 | 12.    |

Poznámky:
- 1957/58: Postoupilo rovněž vítězné mužstvo TJ Ostroj Opava.